# AEW Quake by the Lake
AEW Quake by the Lake fue un especial de televisión de dos partes lucha libre profesional producido por All Elite Wrestling (AEW). Se llevó a cabo el 10 de agosto de 2022 en el Target Center de Mineápolis, Minnesota, abarcando las transmisiones de los programas de televisión semanales de AEW, Wednesday Night Dynamite y Friday Night Rampage. Dynamite se transmitió en vivo por TBS, mientras que Rampage se transmitió en diferido el 12 de agosto por TNT. El nombre del evento Quake by the Lake («Terremoto junto al lago» en español) hace referencia a que tuvo lugar en Mineápolis, conocida por tener numerosos lagos.

## Producción
El 20 de junio de 2022, All Elite Wrestling (AEW) anunció que celebrarían un evento el 10 de agosto en el Target Center en Mineápolis, Minnesota, titulado Quake by the Lake, una referencia a los numerosos lagos de Mineápolis. El evento se transmitió como un especial de televisión de dos partes, que abarca las transmisiones de los programas de televisión semanales de AEW, Wednesday Night Dynamite y Friday Night Rampage. Dynamite se transmitió en vivo por TBS, mientras que Rampage se transmitió en diferido el 12 de agosto por TNT. Esto marcó el debut de Dynamite en Mineápolis y la primera vez que la promoción regresa a la ciudad desde el episodio del 12 de noviembre de 2021 de Rampage y el evento de pago por visión Full Gear el 13 de noviembre.

## Argumentos
En Revolution en febrero de 2020, Jon Moxley derrotó a Chris Jericho para ganar el Campeonato Mundial de AEW. Dos años después en Dynamite: Fight for the Fallen, con Moxley ahora como Campeón Mundial de AEW interino después de ganar el título en Forbidden Door en junio de 2022, Jericho desafió a Moxley a una lucha por el Campeonato Mundial de AEW interino en Dynamite: Quake by the Lake, que se hizo oficial. En Rampage: Fight for the Fallen, Jericho acordó poner en juego su oportunidad en un combate contra el Campeón Puro de ROH Wheeler Yuta en el episodio del 3 de agosto de Dynamite, en el que Jericho ganó.
El 3 de agosto, AEW anunció que Madison Rayne se uniría a la empresa como entrenadora en la división femenina. Sin embargo, al día siguiente en Dark, Rayne declaró que también lucharía para AEW. Después de derrotar a Leila Gray en el episodio del 5 de agosto de Rampage, Rayne fue invitada por laCampeona TBS de AEW, Jade Cargill, a su desafío abierto por el título. Posteriormente, la lucha por el título se programó para Dynamite: Quake by the Lake.
En Royal Rampage, Brody King y Darby Allin fueron los dos últimos competidores en el inaugural Royal Rampage Battle Royal para ganar un futuro combate por el Campeonato Mundial de AEW interino, en el que King ganó tras dejar caer a Allin al suelo después de hacerlo desmayarse con un rear naked choke. Después de que King perdiera su lucha por el campeonato en el episodio del 6 de julio de Dynamite, Allin salió y le ofreció un apretón de manos a King, pero este último lo negó. El 9 de julio, King atacó a Allin durante una firma de autógrafos. Esto llevó a un combate en la segunda semana de Dynamite: Fyter Fest que ganó King. Insatisfecho con su victoria, King atacó a Allin una vez más el 23 de julio en la Comic-Con de San Diego. En Dynamite: Fight for the Fallen, King retó a Allin a una revancha en Dynamite: Quake by the Lake, esta vez en un Coffin match, que Allin aceptó.
En el episodio del 24 de junio de Rampage, Rush hizo su debut televisivo en AEW y ayudó a su compañero miembro de La Facción Ingobernable, Andrade El Ídolo, a derrotar a Rey Fénix. Después del combate, Penta Oscuro corrió en ayuda de Fénix luego de que Rush desenmascarara a este último. Esto resultó en una pelea entre Oscuro y Rush en el episodio del 6 de julio de Dynamite, donde Rush ganó después de asestar un golpe bajo y desenmascarar a Oscuro. Luego se anunció un Tornado tag team match entre Lucha Brothers y La Facción Ingobernable para Dynamite: Quake by the Lake.
Después de la traición a Ricky Starks de parte de su excompañero de equipo en Team Taz, Powerhouse Hobbs, y la siguiente disolución del equipo, QT Marshall le hizo una oferta a Starks para unirse a The Factory en el episodio del 3 de agosto de Dynamite, que Starks rechazaría inmediatamente. Luego se anunció una combate entre Starks y el miembro de The Factory Aaron Solo para Dynamite: Quake by the Lake.

## Resultados

### Dynamite(10 de agosto)
- Darby Allin derrotó a Brody King en un Coffin Match (14:00).[19][20]
- La Facción Ingobernable (Andrade El Ídolo & Rush) (con José the Assistant) derrotó a Lucha Brothers (Penta Oscuro & Rey Fenix) (con Alex Abrahantes) en un Tornado Tag Team Match (14:00).[19][16]
- Luchasaurus derrotó a Anthony Henry (con JD Drake) (0:40).[19][21]
- Ricky Starks derrotó a Aaron Solo (2:20).[19][18]
- Jade Cargill (con Stokely Hathaway y Kiera Hogan) derrotó a Madison Rayne y retuvo el Campeonato TBS de AEW (7:50).[19][22]
- Jon Moxley (con William Regal) derrotó a Chris Jericho y retuvo el Campeonato Mundial Interino de AEW (22:35).[19][23]

### Rampage(12 de agosto)
- Sammy Guevara & Tay Melo (c) derrotaron a Dante Martin & Skye Blue y retuvieron el Campeonato Mundial en Parejas Mixto de AAA (7:15).[24][25]
- Parker Boudreaux (con Slim J) derrotó a Sonny Kiss (0:58).[24][25]
- Gunn Club (Austin Gunn & Colten Gunn) (con Billy Gunn) derrotó a Beardhausen (Erick Redbeard & Danhausen) (7:00).[24][25]
- Orange Cassidy (con Best Friends (Chuck Taylor & Trent Beretta)) derrotó a Ari Daivari (con The Trustbusters (Slim J & Parker Boudreaux)) (12:00).[24][25]

## Recepción

### Recepción crítica
Quake by the Lake recibió críticas positivas de los críticos. El periodista deportivo Dave Meltzer del Wrestling Observer Newsletter otorgó 4 estrellas al Tornado tag team match y 43⁄4 estrellas al combate del evento principal.

### Ratings de televisión
Quake by the Lake tuvo un promedio de 972 000 espectadores de televisión en TBS, con una calificación de 0,33 en el grupo demográfico clave de AEW.